# Addis Abebe
Addis Abebe (5 settembre 1970) è un ex mezzofondista e maratoneta etiope, il cui maggior successo fu il bronzo alle olimpiadi di Barcellona 1992 sui 10000 metri piani.
Ai Campionati africani di atletica leggera vanta un oro (sui 10.000 m nel 1989), un argento (sui 5.000 m nel 1989) ed un bronzo (sui 10.000 m nel 1990). Ha vinto anche, con i colori della selezione continentale africana, i 10.000 m della Coppa del mondo IAAF del 1992 a L'Avana.
Nel 1993 è stato il primo atleta etiope a vincere la BOclassic.

## Campionati nazionali
1989
- Oro ai campionati etiopi nei 5000 m - 14'32"1

1992
- Oro ai campionati etiopi nei 10000 m - 29'27"4

## Altre competizioni internazionali
1989
- Argento in Coppa del mondo ( Barcellona), 10000 m piani - 28'06"43

1990
- Oro alla Borobudur 10 km ( Borobudur) - 27'39"
- Oro alla São Silvestre de Luanda ( Luanda)
- Argento alla Cinque Mulini ( San Vittore Olona) - 30'34"

1991
- Oro alla Borobudur 10 km ( Borobudur) - 27'43"
- Argento alla Cinque Mulini ( San Vittore Olona) - 32'17"
- 4º al Cross Internacional Zornotza ( Amorebieta-Etxano) - 35'24"
- Oro al Chiba International Cross Country ( Prefettura di Chiba) - 34'39"

1992
- Oro in Coppa del mondo ( L'Avana), 10000 m piani - 28'44"38
- 4º alla Borobudur 10 km ( Borobudur) - 28'28"
- Bronzo alla Cinque Mulini ( San Vittore Olona) - 32'44"

1993
- Oro alla BOclassic (Bolzano, ) - 28'43"
- Oro alla Borobudur 10 km ( Borobudur) - 27'40"

1994
- 4º alla Mezza maratona di Egmond aan Zee ( Egmond aan Zee) - 1h05'40"
- Bronzo alla Zevenheuvelenloop ( Nimega), 15 km - 43'49"
- 5º alla Corrida Internacional de São Silvestre ( San Paolo), 15 km - 44'52"
- Oro alla Borobudur 10 km ( Borobudur) - 27'43"
- Oro alla Jean Bouin Road Race ( Barcellona), 9,8 km - 27'26"
- Oro al Juan Muguerza Cross-Country Race ( Elgoibar) - 34'30"
- 5º al Cross Internacional de la Constitucion ( Alcobendas) - 29'47"

1995
- 15º alla Maratona di Rotterdam ( Rotterdam) - 2h18'38"
- 5º al Campaccio ( San Giorgio su Legnano) - 34'53"

1996
- 5º alla Mezza maratona di Lisbona ( Lisbona) - 1h01'28"
- 13º alla Gasparilla Distance Classic Run ( Tampa), 15 km - 44'27"